# Passaporte polonês

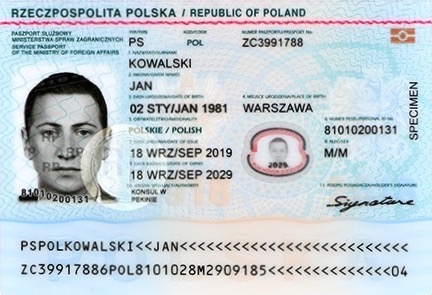
A página de dados de policarbonato do atual polonês passaporte biométrico

Um passaporte polonês é um documento de viagem internacional emitido para nacionais da Polônia e também pode servir como prova de cidadania polonesa. Além de permitir que o portador viaje internacionalmente e sirva como indicação da cidadania polonesa, o passaporte facilita o processo de obter assistência de funcionários consulares poloneses no exterior ou de outros estados membros da União Europeia, caso uma representação consular polonesa esteja ausente, se necessário.
De acordo com o Índice de restrições de visto de 2017, os cidadãos poloneses podem visitar 162 países sem visto ou com visto concedido à chegada. Os cidadãos poloneses podem viver e trabalhar em qualquer país da UE como resultado do direito de livre circulação e residência concedido no artigo 21 do Tratado UE.
Todo cidadão polonês também é cidadão da União Europeia. O passaporte, juntamente com o bilhete de identidade nacional, permite direitos livres de circulação e residência em qualquer um dos estados da União Europeia, Espaço Econômico Europeu, Suíça e Reino Unido.

## Emissão e validade
Os passaportes são emitidos pelo Ministério do Interior e os pedidos são apresentados nos escritórios de voivodia que possuem um escritório de passaportes. Os passaportes emitidos desde meados de 2006 são de uma variedade biométrica e são válidos por dez anos. Os passaportes com capa azul emitidos até 2001 e os passaportes com capa bordô (emitidos até 2006) permanecem válidos até a data de vencimento do seu estado, no entanto, a falta de recursos biométricos significa inerentemente que eles têm restrições de visto ligeiramente diferentes para viajar ao exterior, uma vez que são considerados possuir recursos de segurança insuficientes por alguns países, como o Canadá (permite o acesso sem visto apenas para cidadãos poloneses na posse de um passaporte biométrico).
Os passaportes poloneses completos são emitidos por um período de dez anos, enquanto os emitidos para menores são válidos até um máximo inicial de cinco anos.
Os titulares de passaportes emitidos antes de 13 de abril de 1993 que procuram renovar seus passaportes exigem o documento adicional "Confirmação da cidadania polonesa", emitido por sua autoridade provincial local.
Os passaportes temporários são emitidos por um período de um ano.

## Projetos anteriores e atuais de passaporte

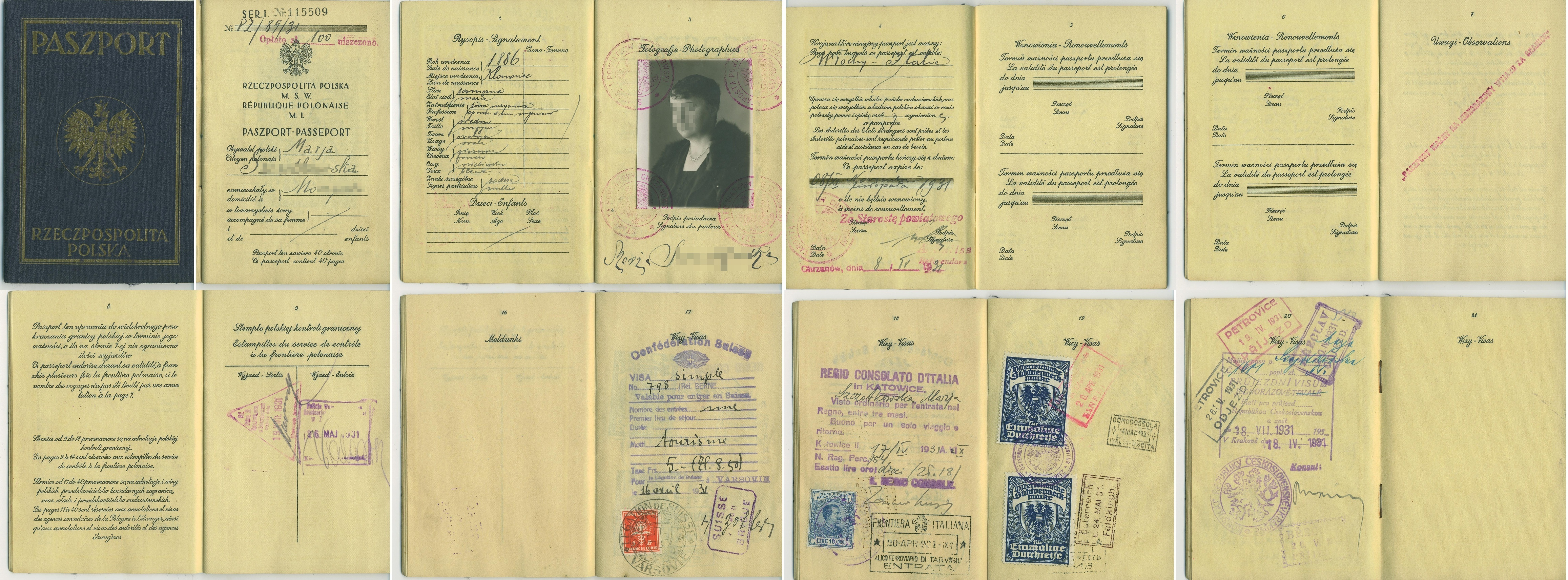
O conjunto completo de páginas de um passaporte polonês emitido em 1931. Nessa época, os passaportes poloneses eram impressos apenas em polonês e francês.

O passaporte polonês de hoje é muito diferente daquele que apareceu após a Primeira Guerra Mundial, após a criação da Segunda República Polonesa. Os passaportes começaram a aparecer por volta de 1920 e eram de papel, design e qualidade simples. Isso durou até por volta de 1929, quando passaportes de cor azul com capa dura foram projetados e impressos em papel marca d'água de boa qualidade. Esses passaportes azuis foram usados durante a Segunda Guerra Mundial e continuaram a ser emitidos para refugiados poloneses após a guerra pelos consulados poloneses em países estrangeiros até pelo menos 1947.
Durante os anos da República Popular da Polônia, de 1952 a 1989, outro design foi adotado, consistindo nas línguas polonesa, francesa e russa. Além disso, durante esse período, a coroa da águia branca polonesa estava ausente do emblema na capa do passaporte.

### Aparência física e dados contidos
Os passaportes poloneses emitidos desde 2006 são bordô, com as palavras "UNIA EUROPEJSKA" (UNIÃO EUROPEIA) e "RZECZPOSPOLITA POLSKA" (REPÚBLICA DA POLÔNIA) inscrita no topo da capa. A águia branca polonesa está estampada no centro da capa, e abaixo disso as palavras "PASZPORT" , "PASSPORT" podem ser encontrados. O passaporte polonês tem o símbolo biométrico padrão estampado abaixo do conjunto final de texto que indica o documento como passaporte e usa o design padrão da União Europeia. Os passaportes diplomáticos também são de cor bordô e têm essencialmente o mesmo design, mas as traduções em francês, inglês e polonês da palavra "passaporte" são substituídas pelas de "passaporte diplomático"; "PASZPORT DYPLOMATYCZNY" , "DIPLOMATIC PASSPORT".
Passaportes temporários têm as palavras "PASZPORT TYMCZASOWY", "PASSAPORTE TEMPORÁRIO" na capa e contêm 16 páginas. Eles não têm o logotipo do passaporte biométrico.
A declaração em um passaporte polonês declara em polonês:
AS AUTORIDADES DA REPÚBLICA DA POLÔNIA AQUI SOLICITAM TODAS AS QUANTIDADES QUE POSSAM PRECISAR FORNECER AO PORTADOR DESTE PASSAPORTE TODA A ASSISTÊNCIA QUE PODE SER CONSIDERADA NECESSÁRIA NO EXTERIOR.
A declaração polonesa para a qual é:
WŁADZE RZECZYPOSPOLITEJ POLSKIEJ ZWRACAJĄ SIĘ Z UPRZEJMĄ PROŚBĄ DO WSZYSTKICH, KTÓRYCH MOŻE PARA DOTYCZYĆ, O OKAZANIE POSIADACZOWI TEGO PASZPORTU WSZELIE KOMA PAZ

### Dados biométricos
Os passaportes biométricos contêm um chip RFID contendo os dados impressos do passaporte em um formato digital, juntamente com a fotografia em formato JPEG, juntamente com uma chave digital para verificar se os dados contidos são autênticos e não foram violados. Os dados no chip só podem ser acessados após o uso dos códigos impressos na parte inferior da página de dados pessoais do passaporte. A União Europeia exige que os dados das impressões digitais sejam armazenados nos passaportes dos estados membros o mais tardar em junho de 2009. A Polônia já cumpre esse ato europeu de coleta de dados de identidade e, desde 2006, exige que os solicitantes de passaporte forneçam digitalizações de impressões digitais e outras informações relacionadas às características faciais ao solicitar um novo passaporte.

### línguas
A página de dados / página de informações é impressa em polonês e inglês, enquanto a tradução dessas informações para outros idiomas oficiais União Europeia pode ser encontrada em outras partes do documento. O passaporte também contém duas páginas reservadas para notificações oficiais, que normalmente são registradas apenas em polonês.

## Viagem sem visto

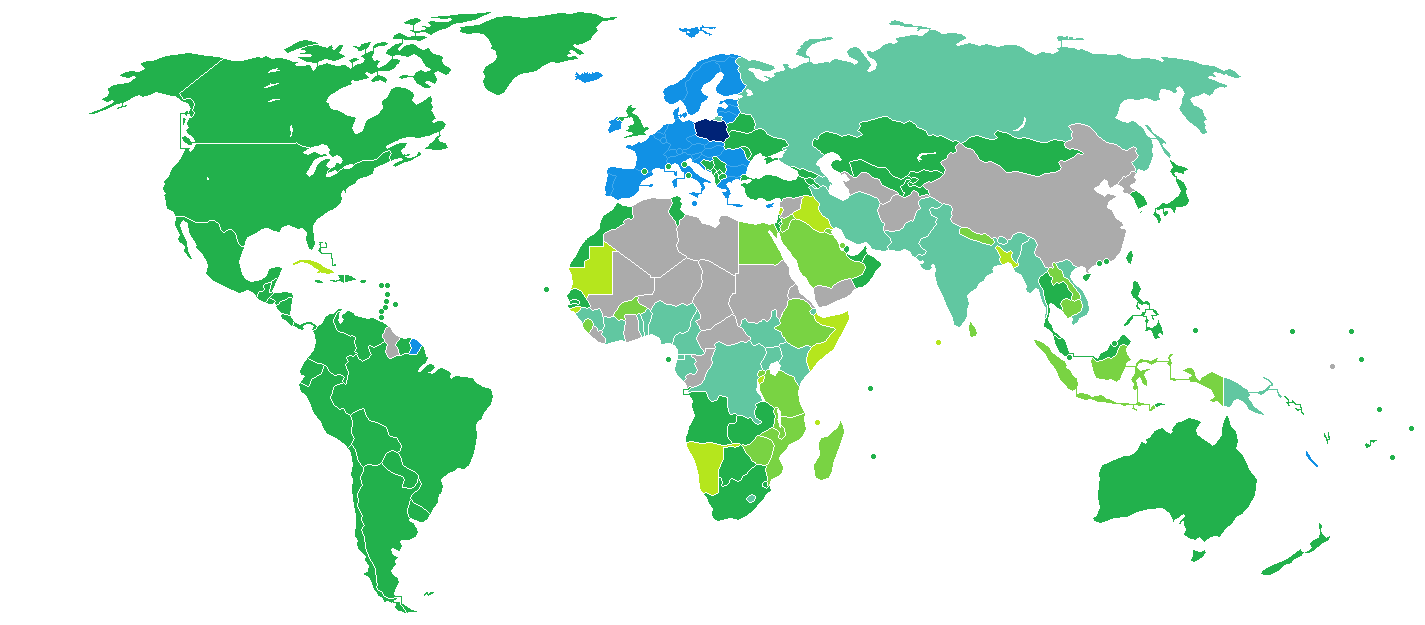
Requisitos de visto para cidadãos poloneses
Poland

Os requisitos de visto para cidadãos poloneses são restrições de entrada administrativa pelas autoridades de outros estados impostas aos cidadãos da Polônia . Os cidadãos poloneses desfrutam de liberdade de circulação no Espaço Econômico Europeu e podem viajar pelo EEE por direito. Em julho de 2019, os cidadãos poloneses tinham acesso sem visto ou visto na chegada a 172 países e territórios, classificando o passaporte polonês em 16º em termos de liberdade de viagem, de acordo com o Índice Henley Passport.

## Galeria de passaportes poloneses

Passport gallery
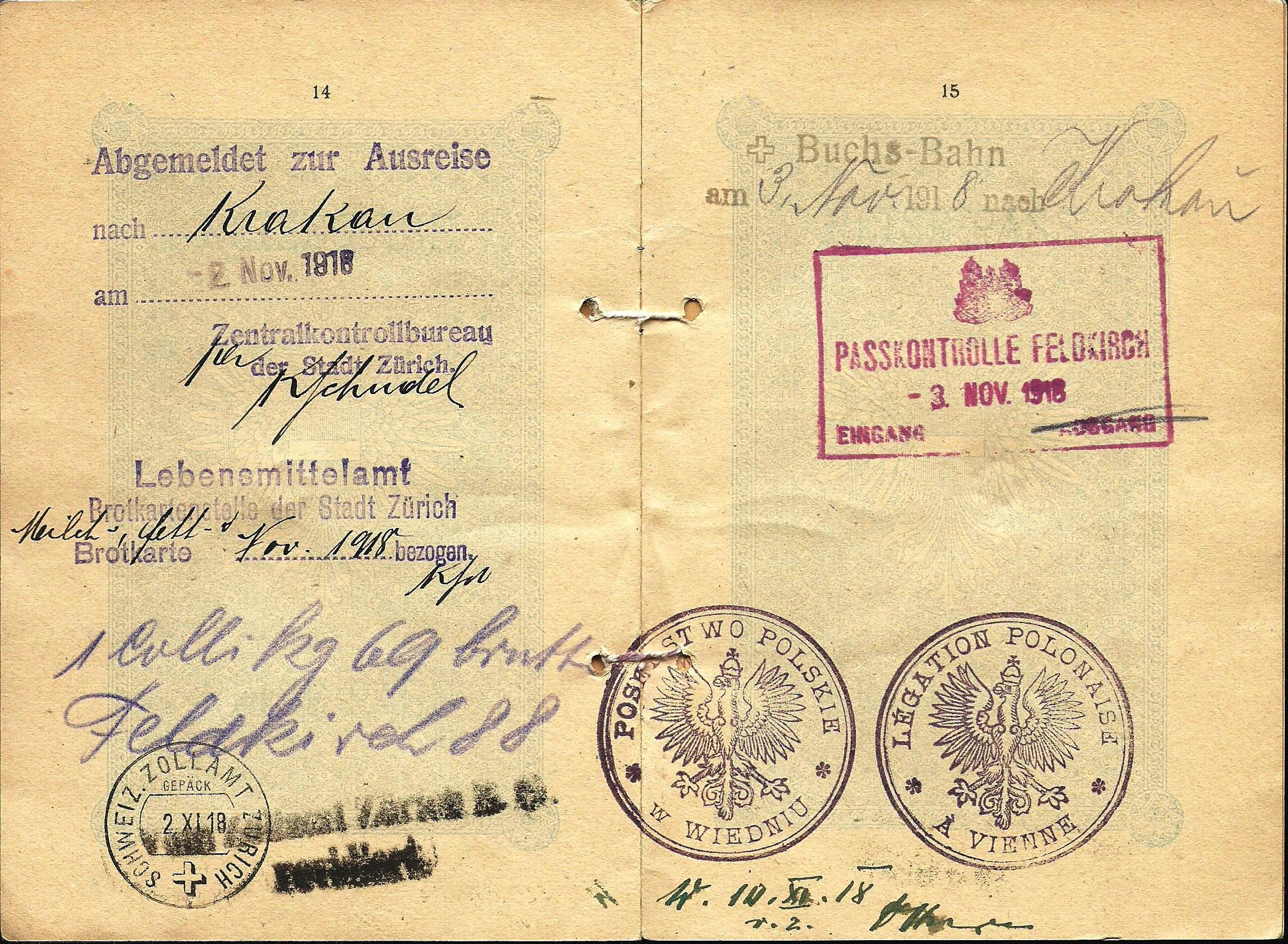
Validação consular polonesa de um passaporte em 1918
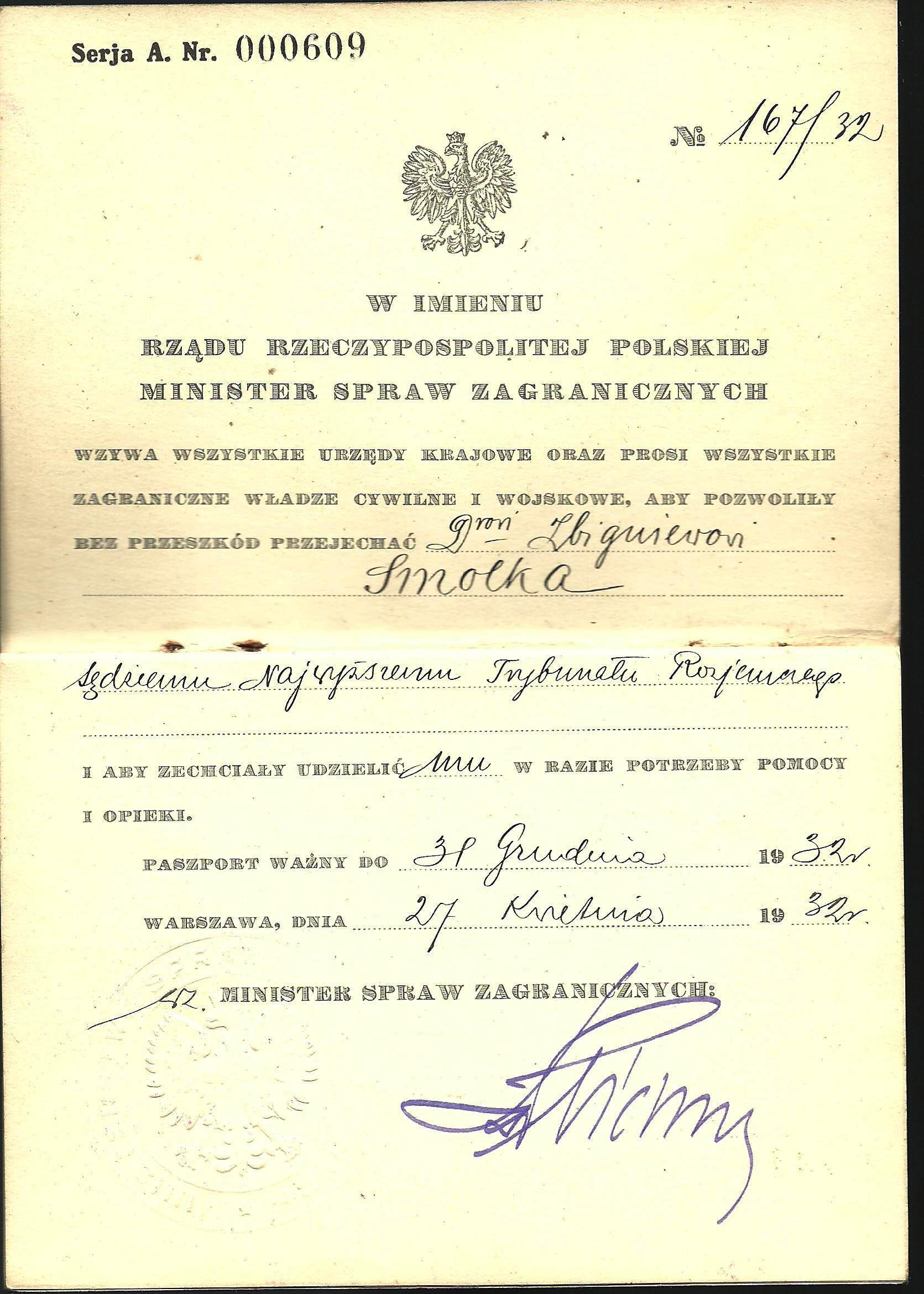
Passaporte oficial polonês emitido pelo Ministério das Relações Exteriores em Varsóvia em 1932
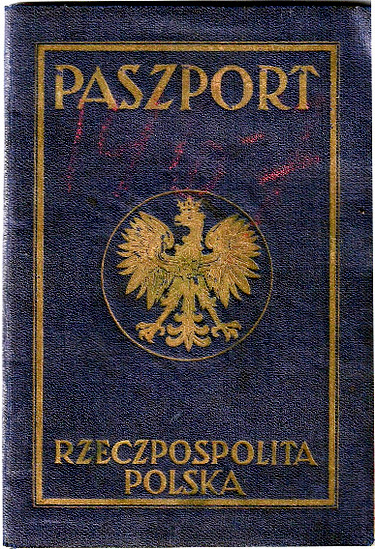
Passaporte da Segunda República Polonesa de 1934
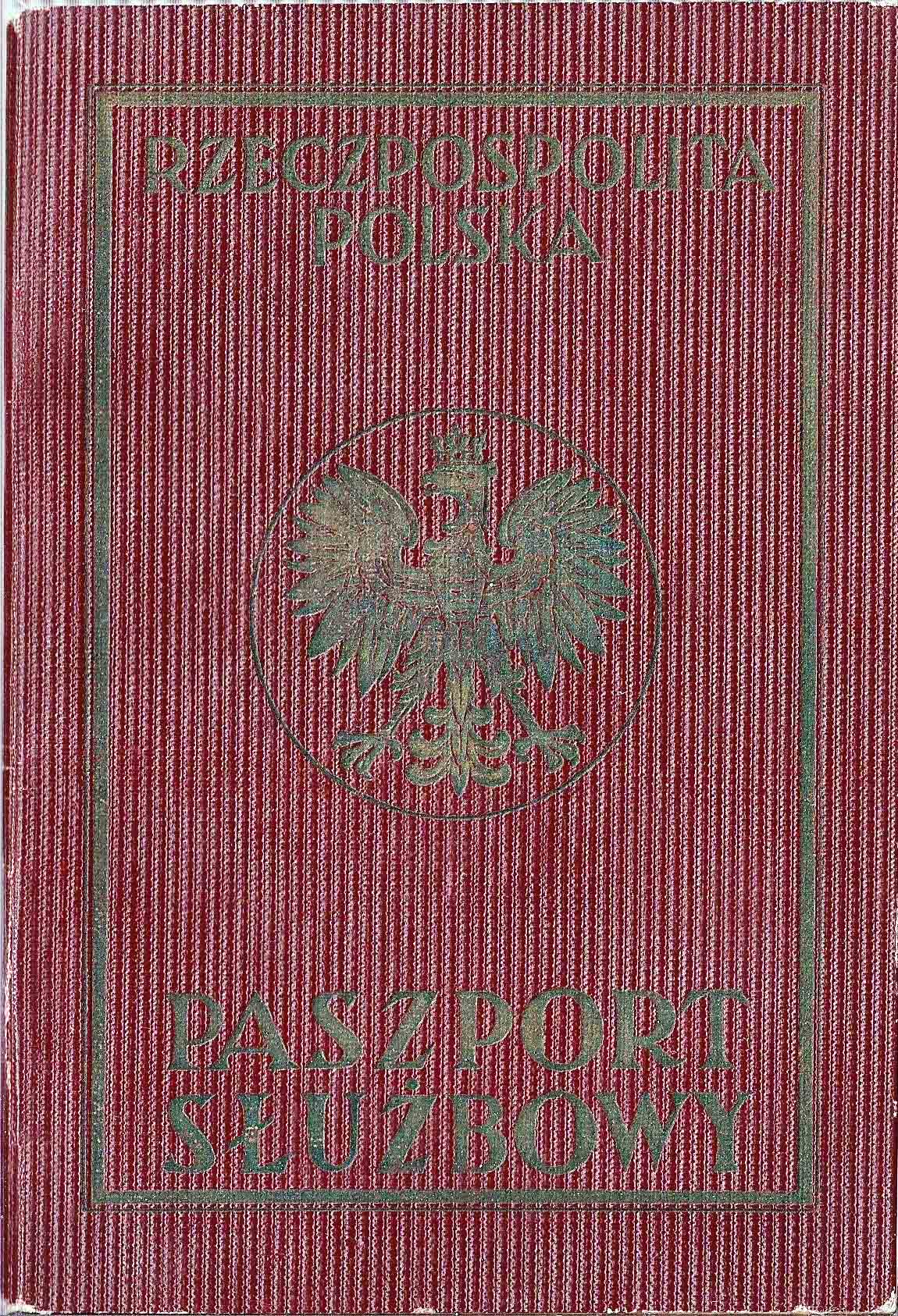
Passaporte de serviço polonês usado por um funcionário do consulado na Alemanha (1936–1939)
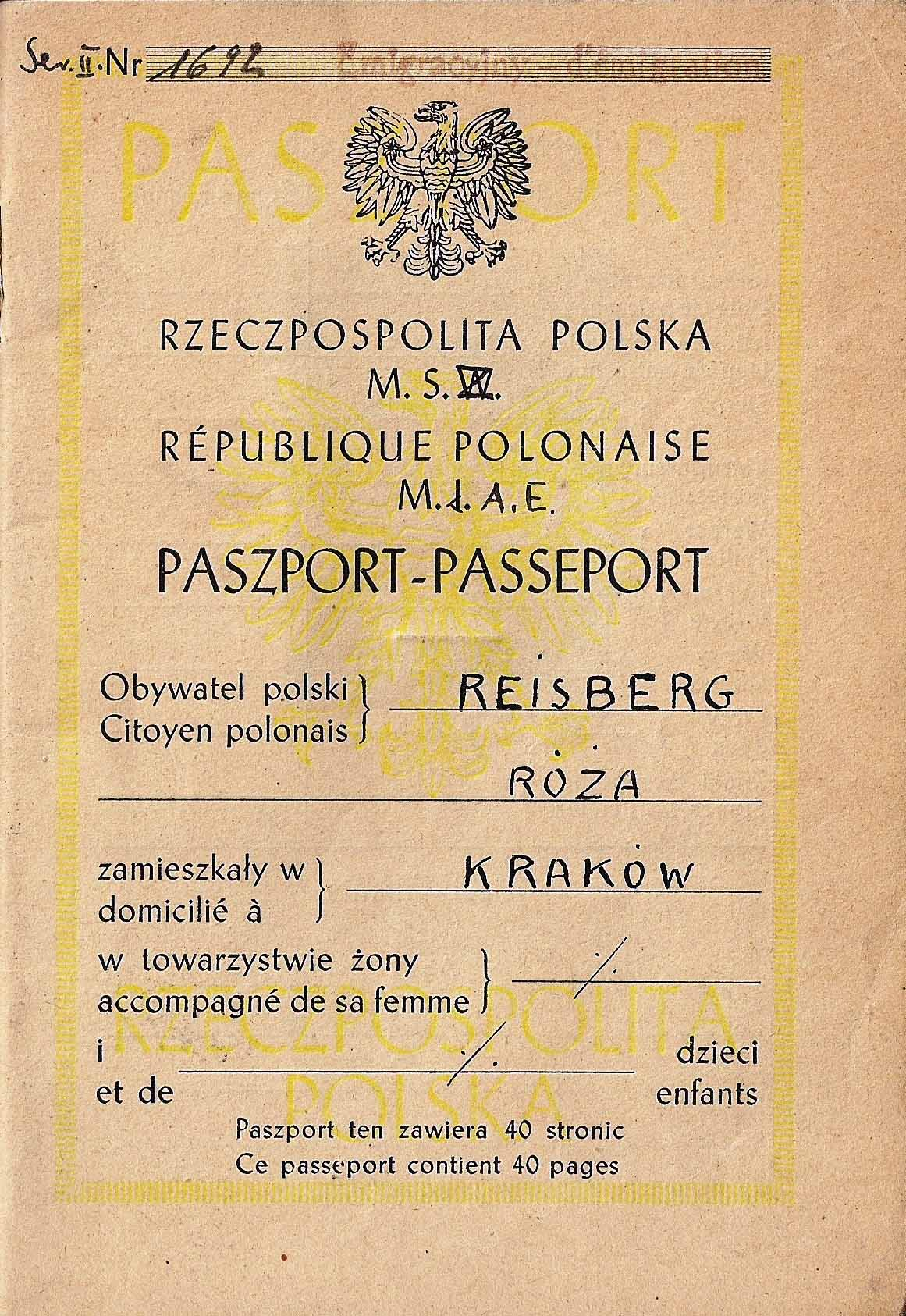
Primeiro passaporte polonês do pós-guerra, usado na segunda metade de 1945
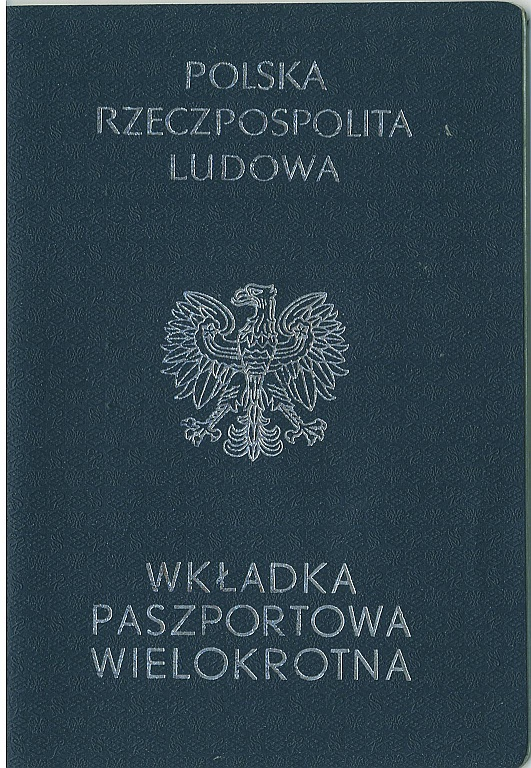
Passaporte interno da República Popular da Polónia (válido para o Bloco de Leste)
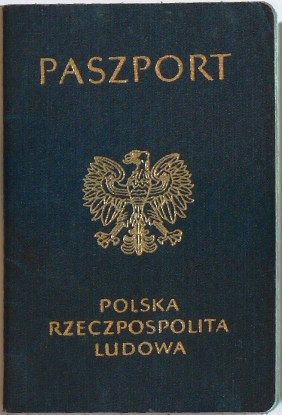
Capa do passaporte da República Popular da Polónia (até a queda do comunismo - 1990)
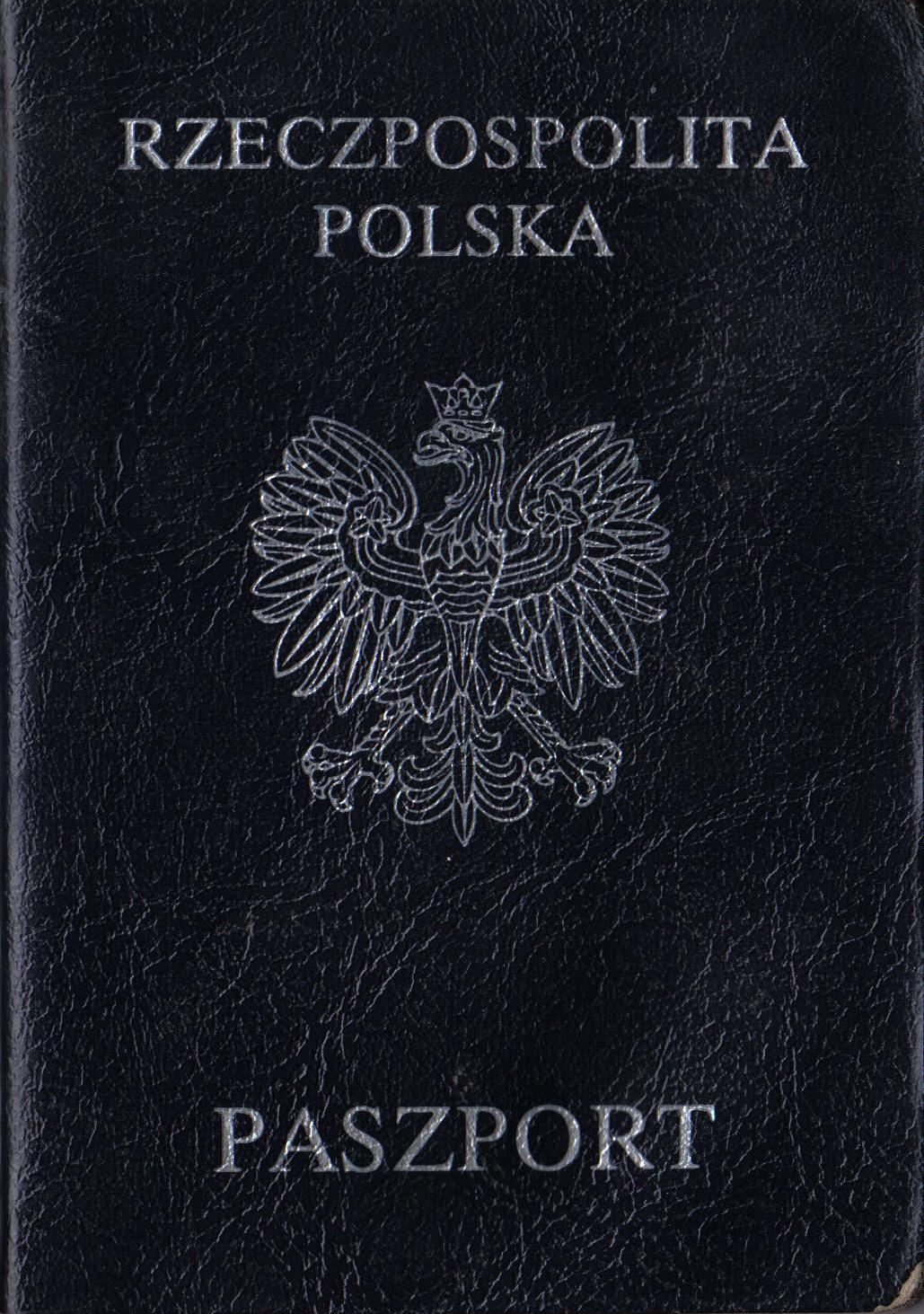
Capa do passaporte antes de 2001
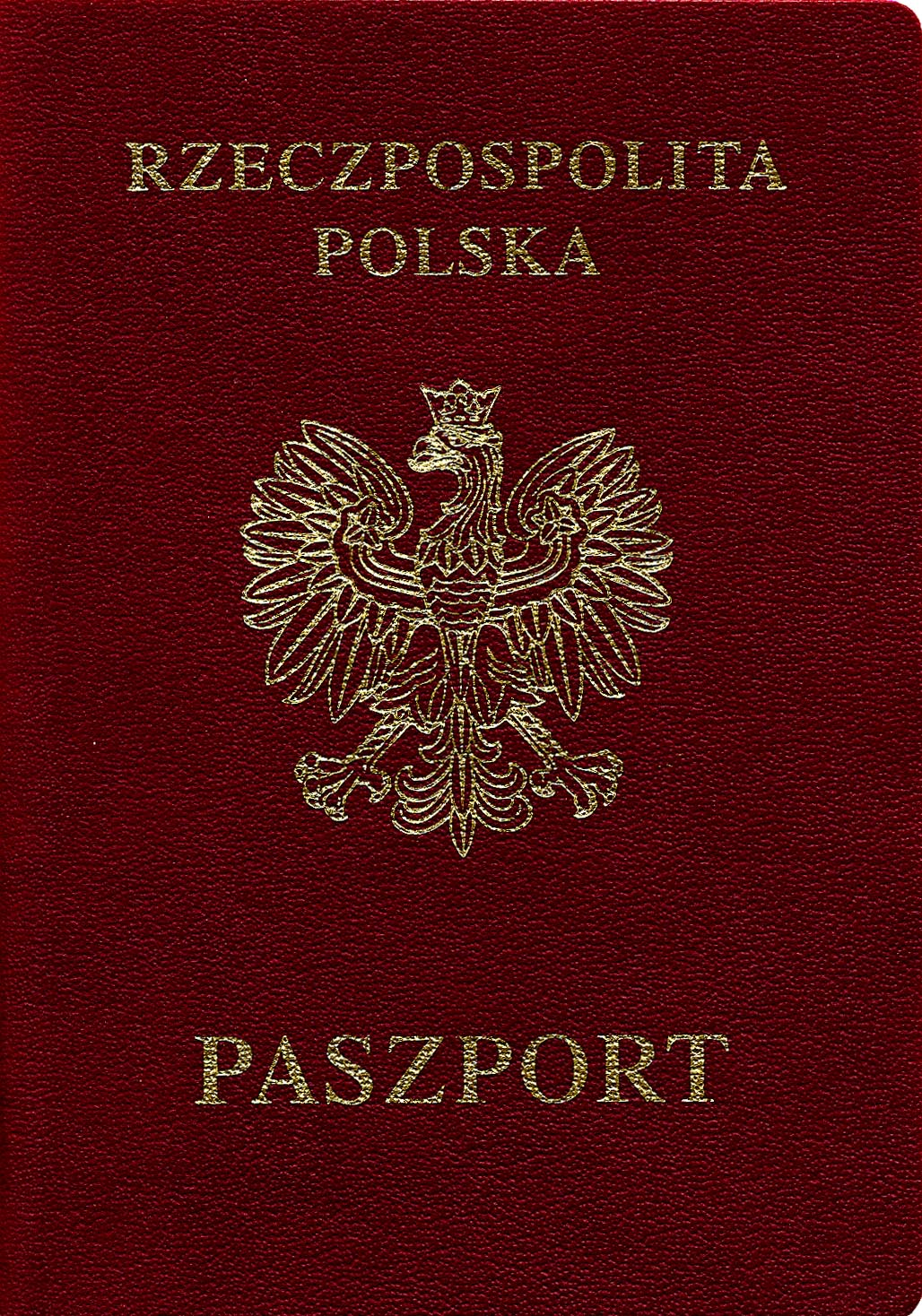
Capa do passaporte (2001-2006)
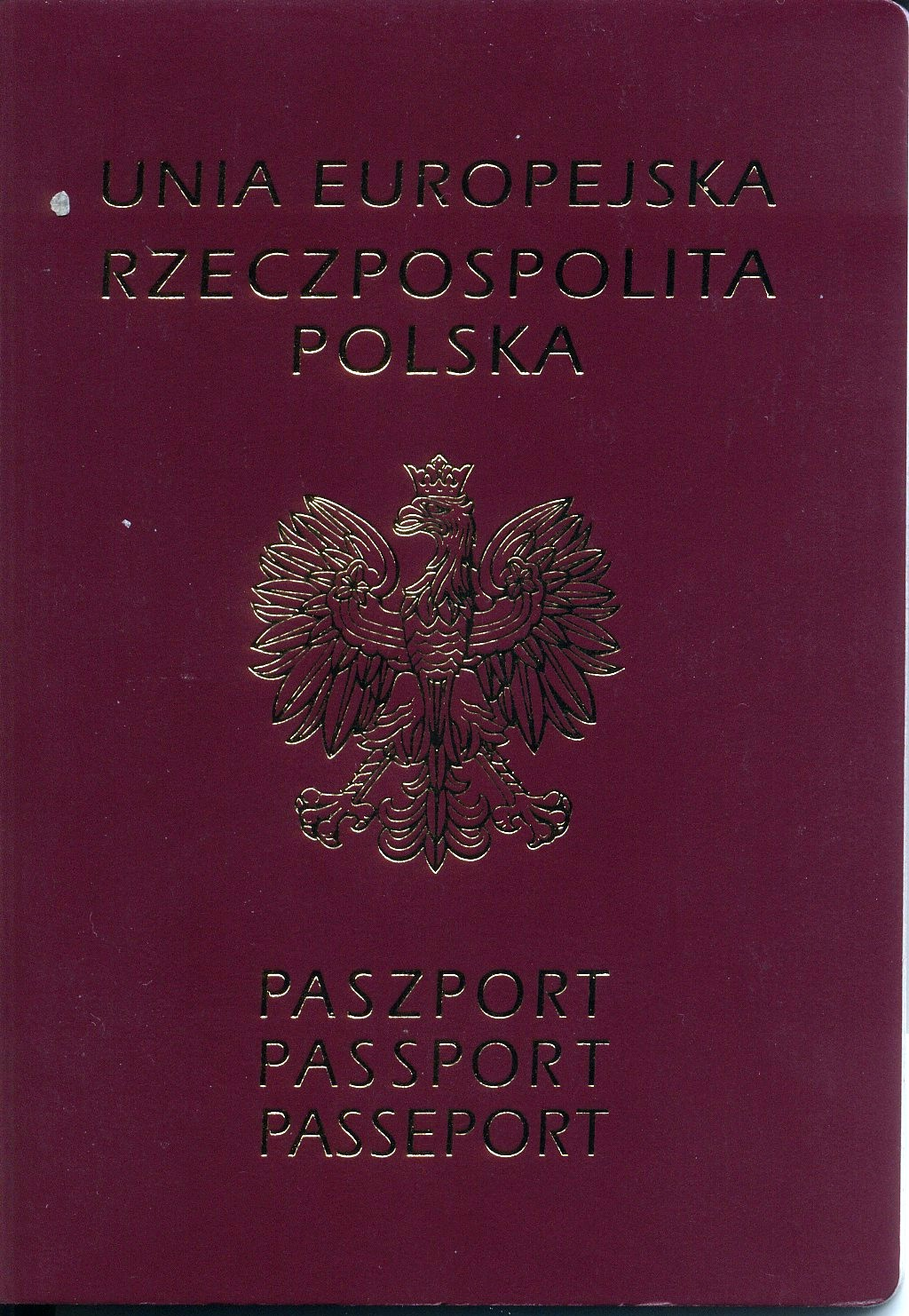
Capa do passaporte em 2007 (não biométrico)
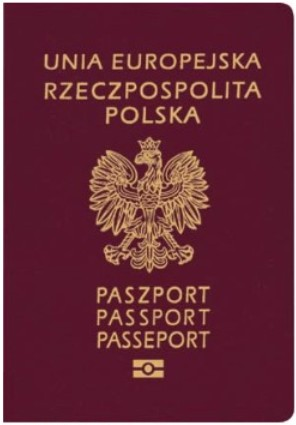
Passaporte polonês antes de 6 de novembro de 2018